# Bão Ketsana (2009)
Bão Ketsana , được biết đến ở Philippines với tên gọi Bão nhiệt đới Ondoy hay ở Việt Nam là bão số 9 năm 2009 là cơn bão nhiệt đới có sức tàn phá lớn thứ 2 trong mùa bão Thái Bình Dương năm 2009, gây thiệt hại 1,15 tỷ USD và 921 người chết. Ketsana là cơn bão nhiệt đới thứ 16 và là cơn bão thứ 8 trong mùa. Đây là cơn bão nhiệt đới có sức tàn phá lớn nhất đổ bộ vào Manila,  vượt qua cơn bão Patsy (Yoling) vào năm 1970 .
Ketsana hình thành sớm cách Palau khoảng 860 km về phía tây bắc vào ngày 23 tháng 9 năm 2009. Áp thấp nhiệt đới vẫn yếu và đã được Cơ quan Khí tượng Nhật Bản (JMA) hạ cấp thành một vùng áp thấp vào cuối ngày hôm đó và sau khi đi qua vùng cực kỳ thuận lợi, nó mạnh lên vào ngày hôm sau và được phân loại là Áp thấp nhiệt đới bởi Cơ quan Quản lý Thiên văn, Địa vật lý và Khí quyển Philippines (PAGASA) và được đặt tên là Ondoy sau khi đi vào Khu vực Trách nhiệm của Philippines. Trung tâm cảnh báo bão chung (JTWC) đã ban hành Cảnh báo hình thành một cơn bão nhiệt đới về áp thấp nhiệt đới. Sau đó, nó được nâng cấp thành áp thấp nhiệt đới bởi JMA vào cuối buổi sáng hôm đó trước khi JTWC làm theo vào đầu ngày 25 tháng 9, chỉ định áp thấp nhiệt đới là 17W. Ngay sau đó, Ketsana đã được nâng cấp thành bão nhiệt đới trước khi đi qua Philippines. Khi nó di chuyển vào Biển Đông, cơn bão đã mạnh lên khi di chuyển về phía tây và được JMA phân loại là bão nhiệt đới dữ dội.
Bão gây thiệt hại rất nặng nề cho Phlippines. Mực nước lũ đạt mức kỷ lục 6,1 m tại các vùng nông thôn. Tính đến ngày 24 tháng 10 năm 2013, ít nhất 464 trường hợp tử vong ở Philippines đã được báo cáo chính thức do cơn bão.  

## Lịch sử khí tượng
Ngày 26 tháng 9 năm 2009, một áp thấp nhiệt đới đã mạnh lên thành bão có tên quốc tế là Ketsana, Việt Nam gọi là cơn bão số 9 . Ở trên biển, đây là một cơn bão rất mạnh có thể được so sánh ngang với bão Xangsane năm 2006 (thực tế thì nó yếu hơn), dự kiến có thể có gió giật lên đến cấp 14 - 15 và có khả năng đổ bộ vào miền Trung Việt Nam. Tuy nhiên, bão suy yếu đáng kể khi vào đến đất liền, cường độ bão lúc cập bờ là cấp 8-9 giật cấp 10-11. Bão chủ yếu gây gió mạnh trên biển, như đảo Lý Sơn có gió mạnh cấp 11 giật cấp 14, vùng biển ngoài khơi Quảng Trị - Quảng Ngãi có gió mạnh cấp 10-11 giật cấp 13-14. Trên đất liền phổ biến có gió mạnh cấp 6-7 giật cấp 8-11; cá biệt tại Đà Nẵng dù cách xa tâm bão có gió cấp 9 giật cấp 11.Mặc dù vậy, diễn biến đường đi bão phức tạp và mưa lũ sau bão gây thiệt hại nặng nề  cho Việt Nam.
Bão Ketsana cùng với mưa lũ do bão gây ra khiến 671 người chết tại Philippines. Tại Việt Nam có 179 người chết và 8 người mất tích bão và mưa lũ.
Rất nhiều các cơ quan phi lợi nhuận, đoàn thể, diễn đàn đã quyên góp để giúp đỡ đồng bào vùng lũ lụt.

## Hình ảnh tại Việt Nam

### Tại Huế

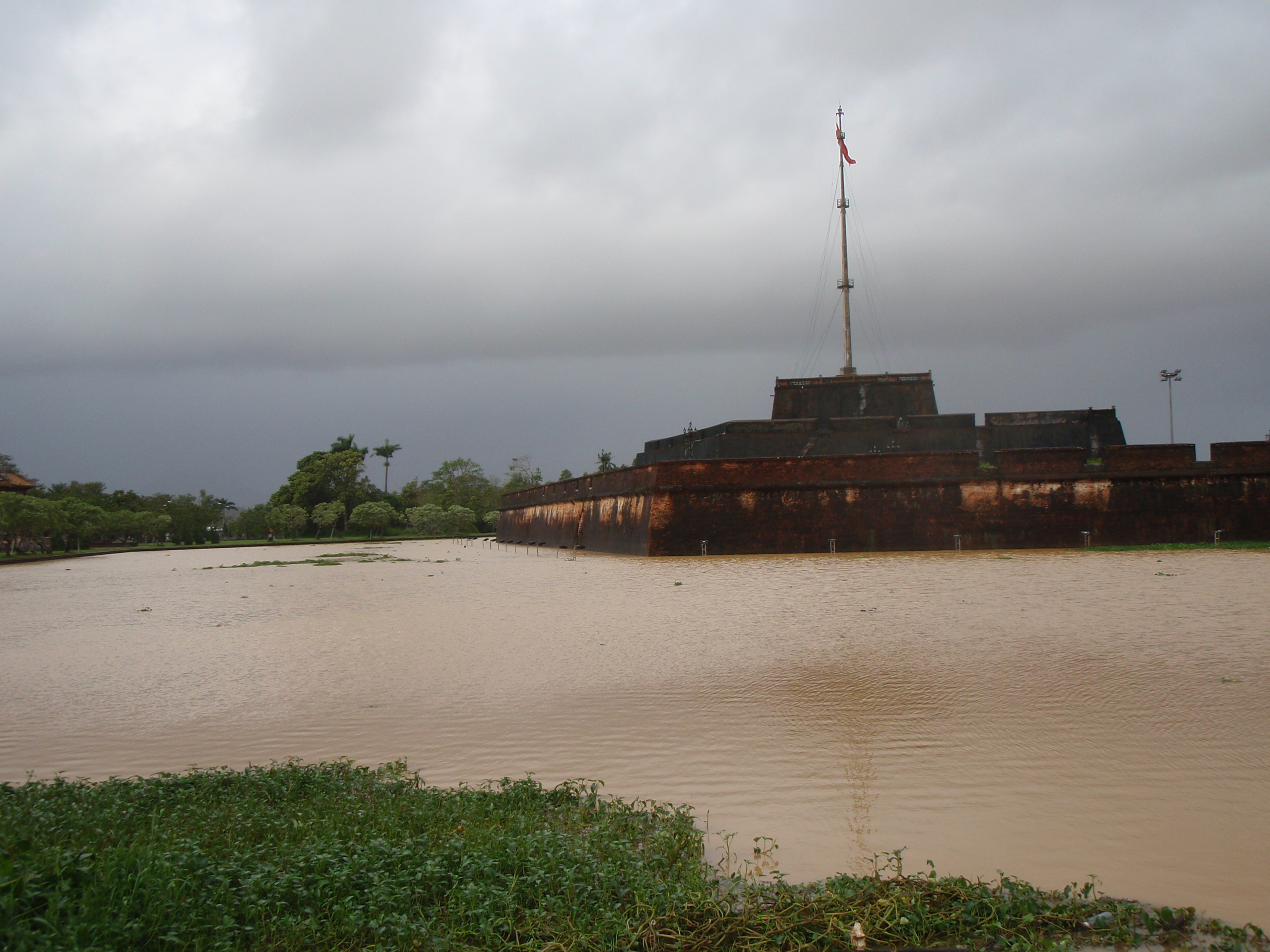
Cột cờ Ngọ Môn Huế sau bão Ketsana 2009
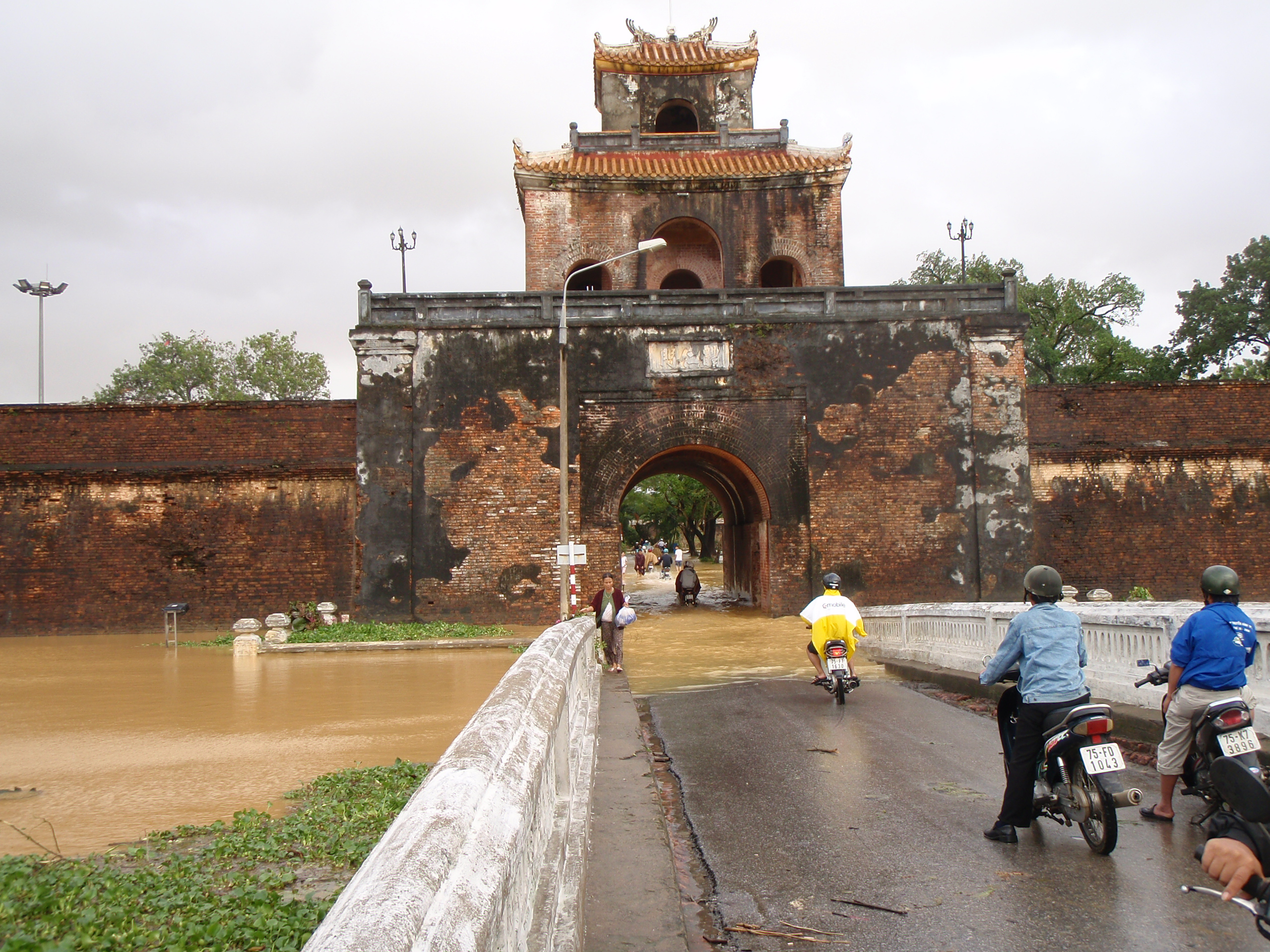
Đường vào Đại Nội.
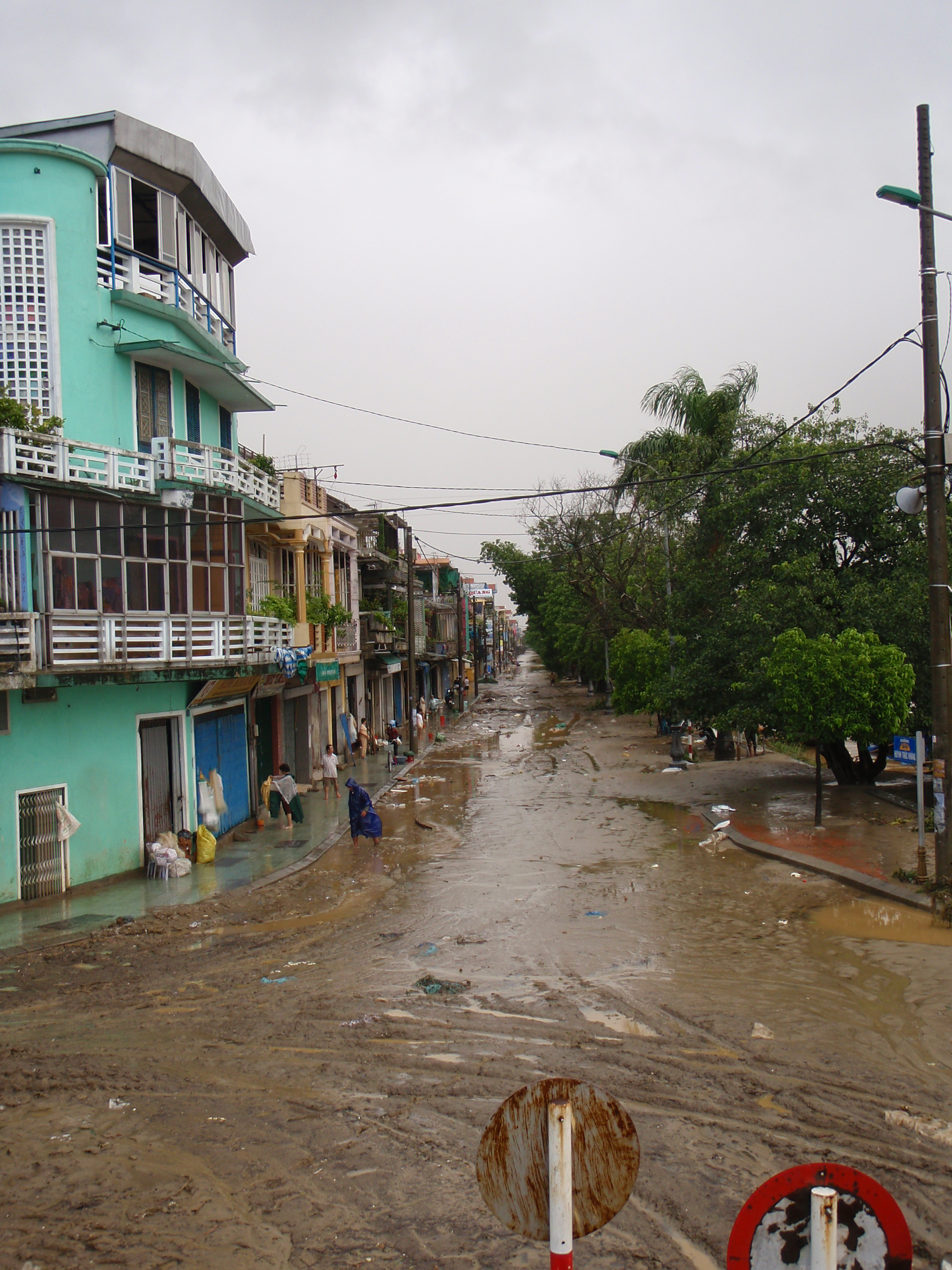
Một con phố.
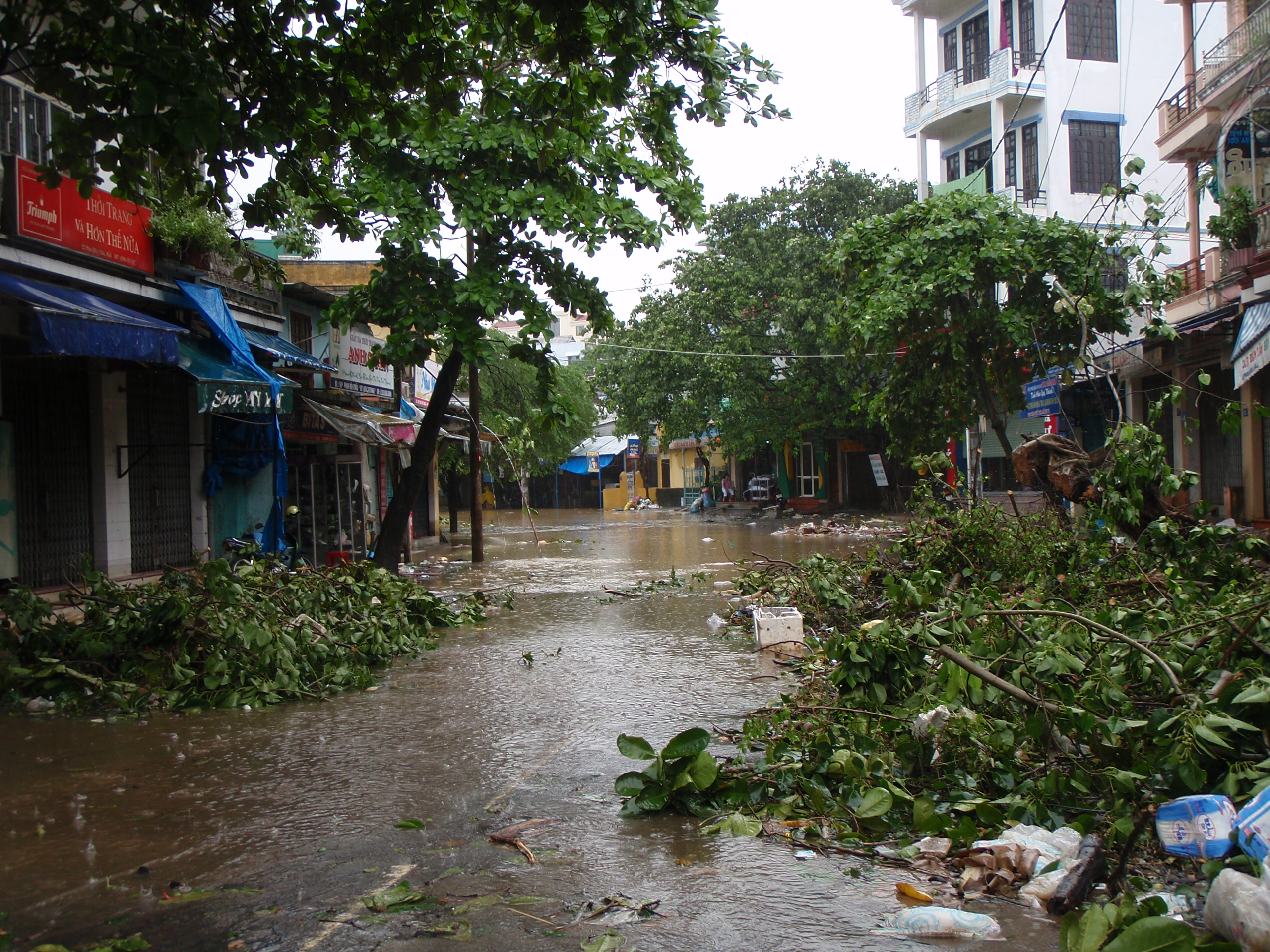
Một con phố Huế.
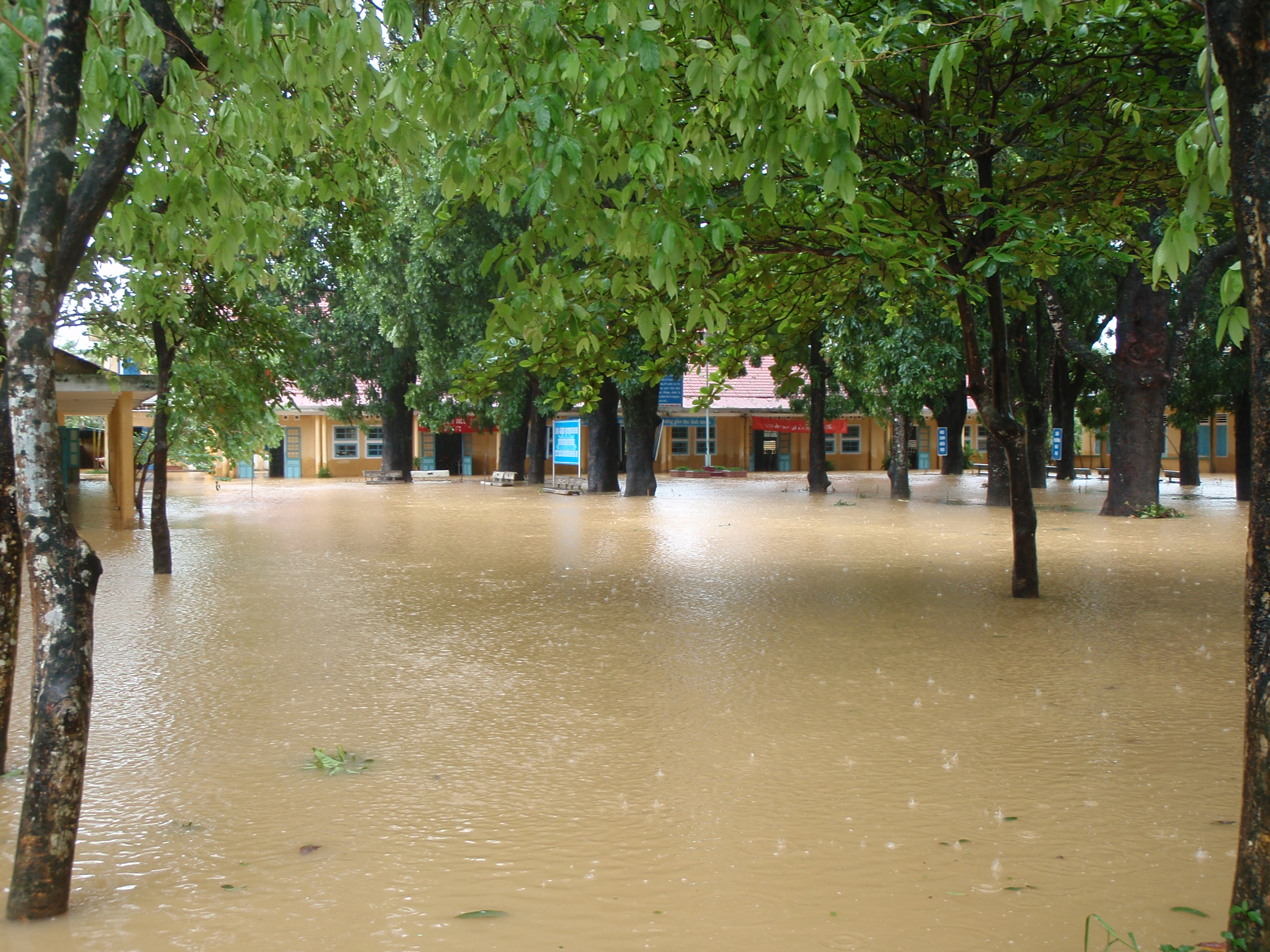
Một trường học.
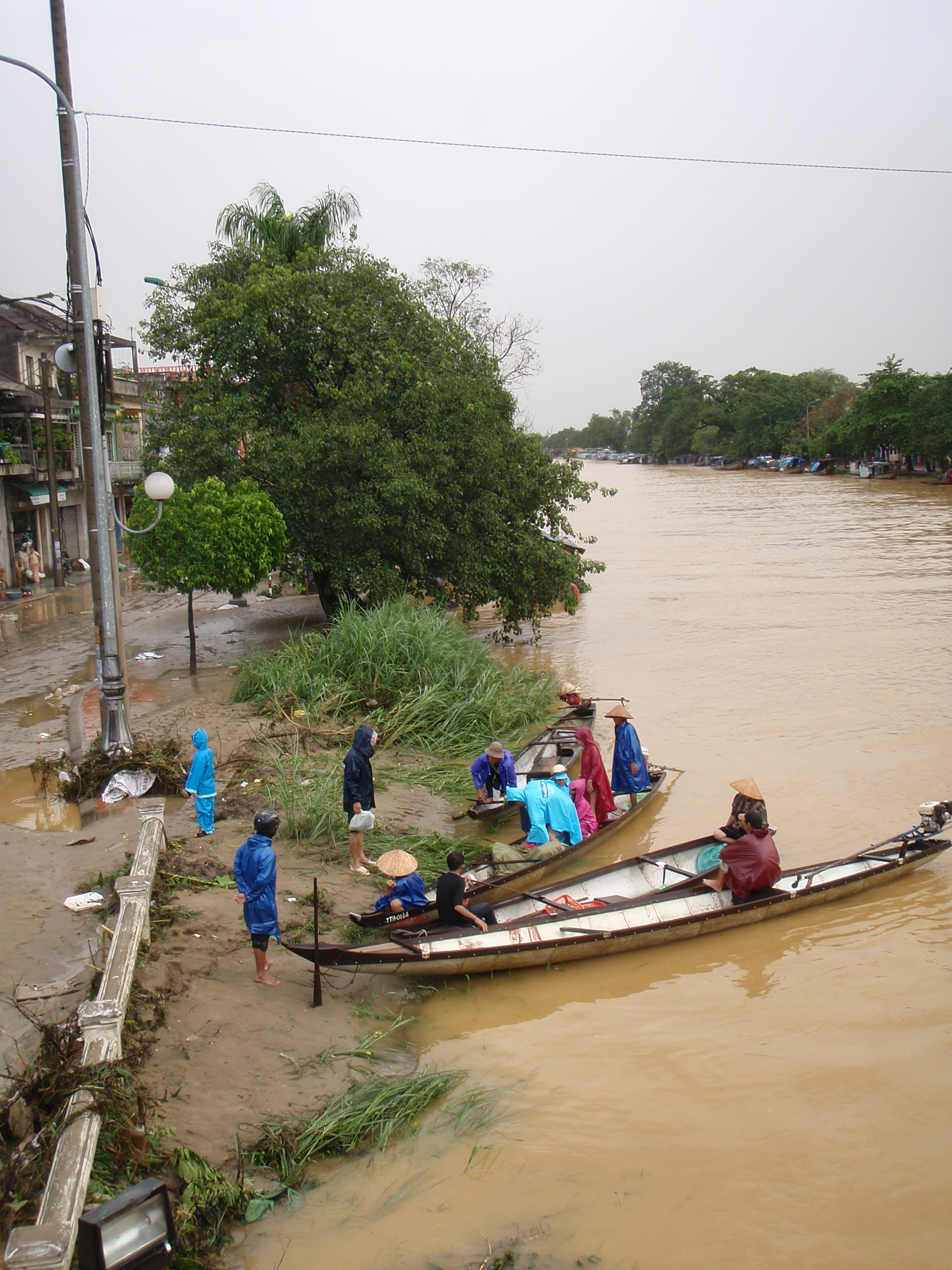
Sau bão nước một con sông ở Huế lên sát đường
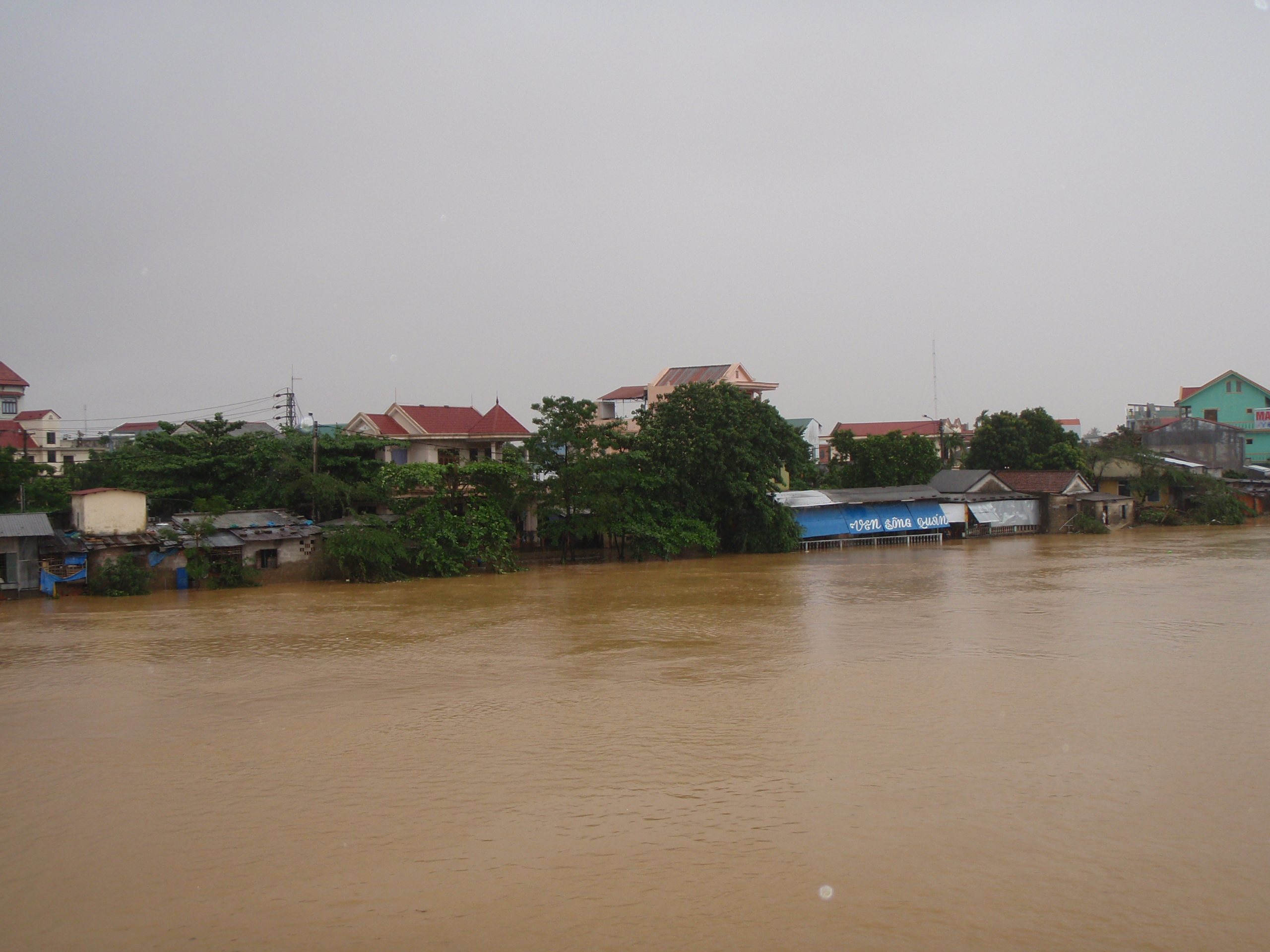
Một khu phố ven sông
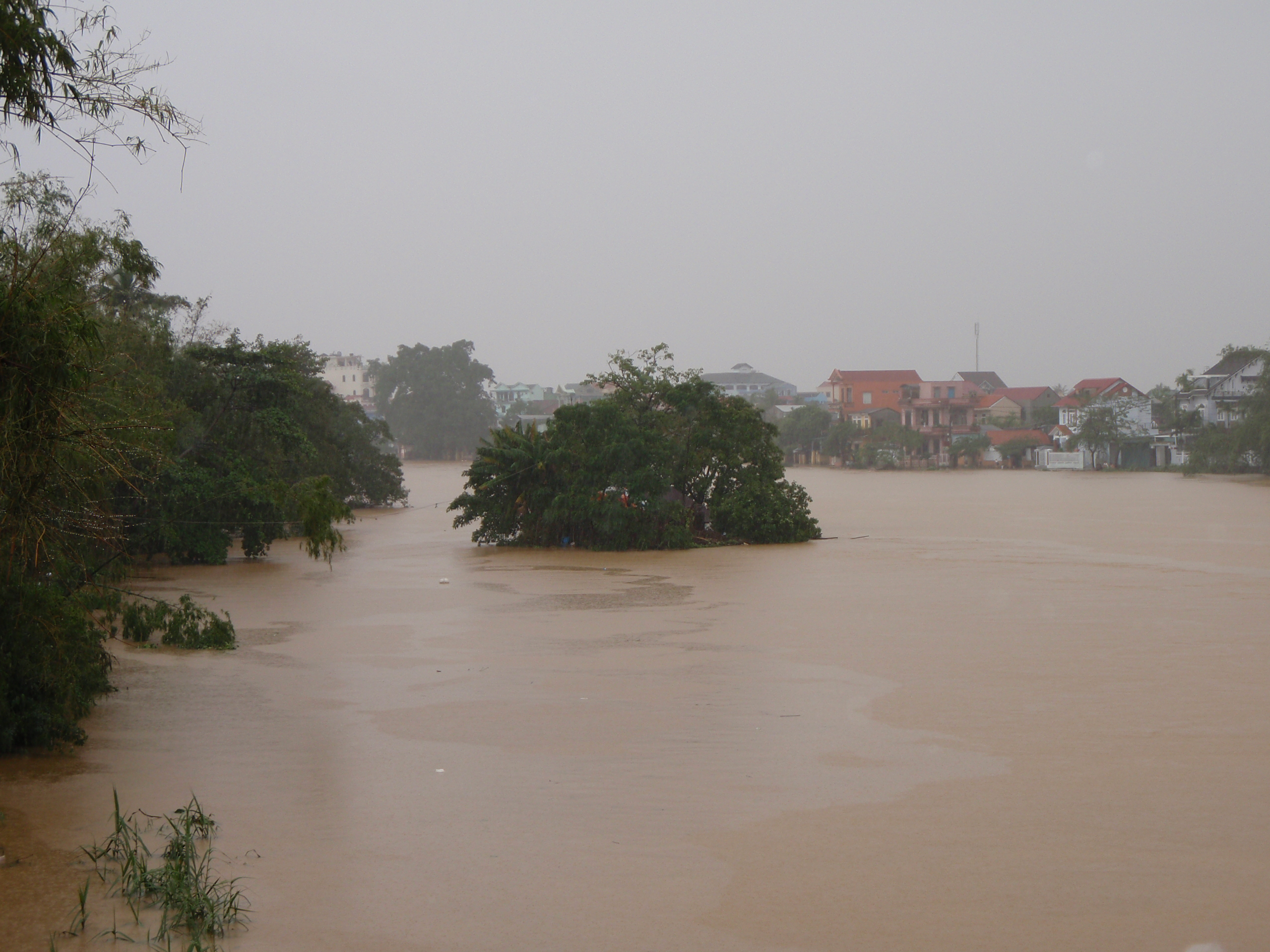
Một ngôi nhà bị cô lập trong lụt

### Tại Đà Nẵng

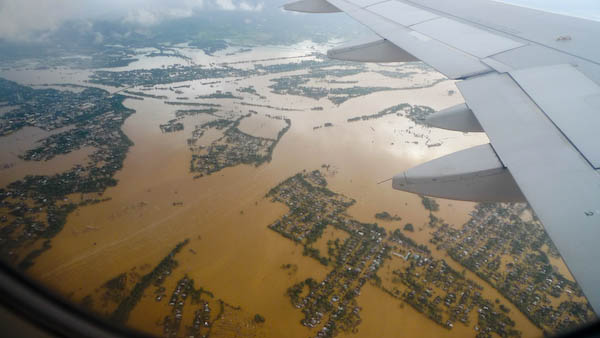
Ngoại ô thành phố Đà Nẵng nhìn từ trên cao